# Мръсен рап
Мръсен рап (среща се и порно рап, секс рап, порнокор) е поджанр на хип-хоп музиката, чийто текстове са предимно на сексуална тематика.

## Мръсен рап в края на 1980-те
Въпреки че жанрът циркулира в музикалните среди от края на 1970-те, едва през 1980-те започва да добива популярност след издаването на албума Don't Stop Rappin' на рапъра Ту Шорт, който съдържа сексуална тематика. Скандалната група „Ту Лайв Крю“ популяризира жанра с дебютния си албум 2 Live Crew Is What We Are. Сексуалната насоченост на римите им им донася негативна популярност. С албума им от 1989 година As Nasty As They Wanna Be мръсният рап става официален. Атакувани от критиката и заплашвани със съд „Ту Лайв Крю“ отвръщат с албума си Banned in the USA, който вече има доста по-голяма политическа насоченост, а римите са още по-свирепи.

## Съвременен мръсен рап
Мръсният рап е популярен стил през 1990-те и 200-те, най-вече в южняшкия хип-хоп. Люк Кембъл от „Ту Лайв Крю“ започва солова кариера в жанра след 2000 г.
През 2001 година Афроман издава забавния си сингъл „Crazy Rap“, песен, в който описва сексуалните си похождения и предпочитания, сред които анален секс и секс с транс жена в подробности.
Хитовата „My Neck, My Back (Lick It)“ на Кая от албума „Thug Misses“ достига до 42 място в Билборд Хот 100 и 4 място във Великобритания.
През 2005 година Фифти Сент издава „Candy Shop“, която критиката нарича пълна със сексуална енергия“. Рапърът казва за нея, че се е опитал да бъде „максимално сексуално експресивен от мъжка гледна точка без да бъде вулгарен“.
През 2008 година Лил Уейн издава песента „Lollipop“, в която се пее за фелацио. През 2012 година рапърът е обявен от Билборд за един от рапърите с най-мръсни текстове.
Изпълнителки като Съуити, Миси Елиът, Лил Ким, Азалия Банкс, Фокси Браун, Кая, Реми Ма, Трина, Ники Минаж, Карди Би, Дожа Кет и Меган Дъ Сталиън са едни от най-видните представителки на жанра, някога запазено място само за мъже рапъри.
Песента на Меган Дъ Сталиън и Карди Би от 2020 година „WAP“ е смесица между мръсен рап и Маями бас. Песента е номинирана за най-добър видеоклип на Видео музикалните награди на Ем Ти Ви и европейските Ем Ти Ви награди и за най-добра рап песен на наградите „Билборд“ и „Би И Ти“.